# Anniken Hauglie
Anniken Hauglie (Oslo, 10 september 1972) is een Noors politica van de partij Høyre. Van 2015 tot 2020 was zij minister van Sociale Zaken en Werkgelegenheid  in het kabinet-Solberg.

## Biografie
Hauglie werd geboren in Oslo, maar groeide op in de gemeente Ski, direct ten zuiden van de Noorse hoofdstad. Ze studeerde sociologie en politicologie aan de Universiteit van Oslo, waar ze in 2000 afstudeerde. Ze heeft tevens een graad van de Handelshogeschool.
Na haar studie was Hauglie een aantal jaren werkzaam voor de Noorse Consumentenautoriteit. In 2010 werd ze lid van het dagelijks bestuur van de gemeente Oslo. Van december 2015 tot januari 2020 was Hauglie minister van Sociale Zaken en Werkgelegenheid in de Noorse regering van Erna Solberg.
Hauglie is getrouwd met de politicus Lars Jacob Hiim, die als staatssecretaris eveneens zitting had in het kabinet-Solberg.
- Virtual International Authority File: 529149196318474791084